# كوريا الشمالية في دورة الألعاب الآسيوية 1974
شَارَكَتْ كوريا الشمالية في دورة الألعاب الآسيوية 1974 التي عُقِدَتْ بمدينة طهران الإيرانيَّة الفترة من 1 سبتمبر 1974 إلى 16 سبتمبر 1974. كان أوَّلُ ظهور لكوريا الشمالية في الألعاب الآسيوية. حَصَلَ الرياضيون الكوريون الشماليون على 46 ميدالية إجمالًا، بما في ذلك 15 ميدالية ذهبية، وانتهوا في المركز الخامس في جدول الميداليات.